# Max Wilhelm
Hugo Max Wilhelm (* 17. Juni 1861 in Neudorf bei Dresden; † 2. August 1928 in Dresden) war ein sächsischer Generalleutnant.

## Leben
Max Wilhelm trat 1879 als Avantageur in das Pionier-Bataillon Nr. 12 der sächsischen Armee ein und wurde dort 1880 zum Fähnrich ernannt. Am 26. Januar 1881 wurde er zum Leutnant im Bataillon befördert. In den nächsten Jahren wurde er 1886 zum Oberleutnant und 1889 zum Hauptmann befördert. Am 20. April 1900 wurde er unter Beförderung zum Major zum Kommandeur des Pionier-Bataillon Nr. 12 ernannt und blieb die weiteren Jahre in dieser Eigenschaft. So erfolgte in dieser Position am 23. September 1905 die Beförderung zum Oberstleutnant. Seine überaus praktische Betätigung bei den Pionieren, die sich paarte mit allgemeiner militärischer Reife, führten ihn in diesen Jahren zu verschiedenen Sonderkommandos und bewirkten, dass er 1907 als etatsmäßiger Stabsoffizier dem 10. Infanterie-Regiment Nr. 134 zugeteilt wurde. In dieser Eigenschaft konnte er die Befähigung zum infanteristischen wie höheren Truppenführer darlegen und wurde 1908 zum Oberst unter gleichzeitiger Verwendung als Regimentskommandeur des 14. Königlich Sächsischen Infanterie-Regiment Nr. 179 befördert. 1910 wurde er als Nachfolger von Hermann Robert Krahl zum Kommandeur der Pioniere ernannt und konnte sich beim Kaisermanöver 1912 erfolgreich mit seinen Pionieren bewähren, wurde er am 13. September 1913 unter Beförderung zum Generalmajor Brigadekommandeur der 4. Infanterie-Brigade 48. Unter Genehmigung seines Abschiedsgesuches wurde er am 20. April 1914 mit dem Charakter eines Generalleutnants zur Disposition gestellt.
Schon einige Monate später brach der Erste Weltkrieg aus und Wilhelm wurde als Brigadekommandeur der 48.-Reserve-Infanterie-Brigade neu angestellt und rückte mit diesem Verband an die Westfront, wo er u. a. an der Marneschlacht, der Schlacht an der Champagne und weiteren schweren Schlachten und dem anschließenden Stellungskrieg teilnahm. Er wurde deshalb für seine Verdienste am 4. Februar 1915 mit dem Ritterkreuz des Militär-St.-Heinrichs-Ordens ausgezeichnet. In der anschließenden Herbstschlacht in der Champagne nahm er mit seiner Brigade als Abschnittskommandeur teil und konnte über mehrere Tage hinweg die Stellung der Division halten, weshalb er am 29. Oktober 1915 mit dem Kommandeurkreuz II. Klasse des Militär-St.-Heinrichs-Ordens ausgezeichnet wurde. Im Juni 1916 wurde er von seiner Position entbunden und zum Inspekteur der stellvertretenden 4. Pionierinspektion ernannt, in dessen Stellung er bis Oktober 1918 blieb und dann aus dem aktiven Heeresdienst ausschied.